# Juan Pablo Montoya
Juan Pablo Montoya Roldán (* 20. září 1975, Bogotá, Kolumbie) je bývalý kolumbijský pilot Formule 1.
Narodil se v Bogotě, kde jej jeho otec, velký fanoušek motorsportu, učil jezdit na motokáře. Ve své kariéře dosáhl Montoya mnoha úspěchů, vítězství v sériích Formule 3000 v roce 1998 a Champ Car v roce 1999 a v závodě Indianapolis 500 v letech 2000 a 2015.

## Formule 1
V letech 2001–2004 působil Montoya ve Formuli 1 v týmu Williams. Již od začátku byl známý svou dravou, někdy až agresivní, jízdou na hranici respektu k ostatním vozům na trati. Hned ve své první sezoně v roce 2001 dokázal v Itálii vyhrát závod a třikrát dojel na druhém místě.
V letech 2002 a 2003 se v šampionátu umístil na třetím místě. V roce 2002 mu k tomu stačilo 50 bodů, o rok později jich nasbíral 82, když se na stupeň pro vítěze postavil dvakrát; v Monaku a v Německu. V sezóně 2004 získal jedno vítězství, ale celkově se umístil až pátý.
Pro sezóny 2005–2006 přestoupil do týmu McLaren. V roce 2005 vyhrál tři Velké ceny, ale dva vynechané závody (vinou zranění) a jedna diskvalifikace v Kanadě mu zajistily pouze 60 bodů a celkové čtvrté místo v poháru jezdců.
Již na začátku sezóny 2006 bylo zřejmé, že tento rok je pro Montoyu ve formuli 1 poslední. Zvažoval odchod do zámořské série cestovních vozů NASCAR, měl konflikty s vedením stáje. V tomto roce však odjel pouze 10 velkých cen, ve kterých nasbíral 26 bodů. S formulí 1 se rozloučil předčasně, od Velké ceny Francie ho v týmu McLaren nahradil testovací jezdec Pedro de la Rosa. Od roku 2006 jezdí úspěšně v sérii NASCAR.

## Kompletní výsledky ve Formuli 1
| Legenda k tabulce | Legenda k tabulce                                                                       |
| Barva             | Výsledek                                                                                |
| ----------------- | --------------------------------------------------------------------------------------- |
| Zlatá             | Vítěz                                                                                   |
| Stříbrná          | 2. místo                                                                                |
| Bronzová          | 3. místo                                                                                |
| Zelená            | Bodované umístění                                                                       |
| Modrá             | Nebodované umístění                                                                     |
| Modrá             | Dokončil neklasifikován (NC)                                                            |
| Fialová           | Odstoupil (Ret)                                                                         |
| Červená           | Nekvalifikoval se (DNQ)                                                                 |
| Červená           | Nepředkvalifikoval se (DNPQ)                                                            |
| Černá             | Diskvalifikován (DSQ)                                                                   |
| Bílá              | Nestartoval (DNS)                                                                       |
| Bílá              | Závod zrušen (C)                                                                        |
| Světle modrá      | Pouze trénoval (PO)                                                                     |
| Světle modrá      | Páteční testovací jezdec (TD)                                                           |
| Bez barvy         | Netrénoval (DNP)                                                                        |
| Bez barvy         | Vyřazen (EX)                                                                            |
| Bez barvy         | Nepřijel (DNA)                                                                          |
| Bez barvy         | Odvolal účast (WD)                                                                      |
| Bez barvy         | Nezúčastnil se (prázdné)                                                                |
| Označení          | Význam                                                                                  |
| Tučnost           | Pole position                                                                           |
| Kurzíva           | Nejrychlejší kolo                                                                       |
| †                 | Jezdec nedojel do cíle, ale byl klasifikován, protože odjel více než 90 % délky závodu. |
| ‡                 | Byl udělován poloviční počet bodů, protože bylo odjeto méně než 75 % délky závodu.      |
| Horní index       | Umístění bodujících jezdců ve sprintu                                                   |

| Rok  | Tým                   | Šasi           | Motor                         | 1       | 2       | 3       | 4       | 5       | 6       | 7       | 8       | 9       | 10      | 11    | 12      | 13      | 14      | 15      | 16      | 17    | 18      | 19      | Body | Umístění |
| ---- | --------------------- | -------------- | ----------------------------- | ------- | ------- | ------- | ------- | ------- | ------- | ------- | ------- | ------- | ------- | ----- | ------- | ------- | ------- | ------- | ------- | ----- | ------- | ------- | ---- | -------- |
| 2001 | BMW WilliamsF1 Team   | Williams FW23  | BMW P80 3.0 V10               | AUS Ret | MAL Ret | BRA Ret | SMR Ret | ESP 2   | AUT Ret | MON Ret | CAN Ret | EUR 2   | FRA Ret | GBR 4 | GER Ret | HUN 8   | BEL Ret | ITA 1   | USA Ret | JPN 2 |         |         | 31   | 6. místo |
| 2002 | BMW WilliamsF1 Team   | Williams FW24  | BMW P82 3.0 V10               | AUS 2   | MAL 2   | BRA 5   | SMR 4   | ESP 2   | AUT 3   | MON Ret | CAN Ret | EUR Ret | GBR 3   | FRA 4 | GER 2   | HUN 11  | BEL 3   | ITA Ret | USA 4   | JPN 4 |         |         | 50   | 3. místo |
| 2003 | BMW WilliamsF1 Team   | Williams FW25  | BMW P83 3.0 V10               | AUS 2   | MAL 12  | BRA Ret | SMR 7   | ESP 4   | AUT Ret | MON 1   | CAN 3   | EUR 2   | FRA 2   | GBR 2 | GER 1   | HUN 3   | ITA 2   | USA 6   | JPN Ret |       |         |         | 82   | 3. místo |
| 2004 | BMW WilliamsF1 Team   | Williams FW26  | BMW P84 3.0 V10               | AUS 5   | MAL 2   | BHR 13  | SMR 3   | ESP Ret | MON 4   | EUR 8   | CAN DSQ | USA DSQ | FRA 8   | GBR 5 | GER 5   | HUN 4   | BEL Ret | ITA 5   | CHN 5   | JPN 7 | BRA 1   |         | 58   | 5. místo |
| 2005 | West McLaren Mercedes | McLaren MP4-20 | Mercedes-Benz FO 110R 3.0 V10 | AUS 6   | MAL 4   | BHR     | SMR     | ESP 7   | MON 5   | EUR 7   | CAN DSQ | USA DNS | FRA Ret | GBR 1 | GER 2   |         |         |         |         |       |         |         | 60   | 4. místo |
| 2005 | Team McLaren Mercedes | McLaren MP4-20 | Mercedes-Benz FO 110R 3.0 V10 |         |         |         |         |         |         |         |         |         |         |       |         | HUN Ret | TUR 3   | ITA 1   | BEL 14† | BRA 1 | JPN Ret | CHN Ret | 60   | 4. místo |
| 2006 | Team McLaren Mercedes | McLaren MP4-21 | Mercedes-Benz FO 108S 2.4 V8  | BHR 5   | MAL 4   | AUS Ret | SMR 3   | EUR Ret | ESP Ret | MON 2   | GBR 6   | CAN Ret | USA Ret | FRA   | GER     | HUN     | TUR     | ITA     | CHN     | JPN   | BRA     |         | 26   | 8. místo |